# Campeonato Mundial de Ciclismo en Ruta de 1935
Los Campeonatos del mundo de ciclismo en ruta de 1935 se celebró en la localidad belga de Floreffe el 18 de agosto de 1935. 

## Resultados
| Evento                     | Oro                  | Oro                          | Plata                      | Plata    | Bronce                           | Bronce   |
| -------------------------- | -------------------- | ---------------------------- | -------------------------- | -------- | -------------------------------- | -------- |
| Pruebas masculinas         |                      |                              |                            |          |                                  |          |
| Hombres - carrera en línea | Jean Aerts · Bélgica | 6h 05' 19" Media 37,994 km/h | Luciano Montero España     | + 2' 59" | Gustave Danneels · Bélgica       | + 9' 08" |
| Amateur - carrera en línea | Ivo Mancini Italy    | 4h 37' 16"                   | Robert Charpentier Francia | + 17"    | Werner Grundahl Hansen Dinamarca | m. t.    |